# ماهائلا
ماهائلا (به لاتین: Mahaela) یک منطقهٔ مسکونی در ماداگاسکار است که در مننجری واقع شده‌است. ماهائلا ۲۳٬۰۰۰ نفر جمعیت دارد و ۶ متر بالاتر از سطح دریا واقع شده‌است.